# Cnemidophorus gramivagus
Cnemidophorus gramivagus — вид ящірок родини теїдових (Teiidae). Мешкає в Південній Америці.

## Поширення і екологія
Cnemidophorus gramivagus мешкають в Колумбії, Венесуелі і Бразилії (у нижній течії Мадейри). Вони живуть в саванах льяносу та Амазонії. Живляться переважно безхребетними.